# C-Bo
Shawn Thomas, meglio noto come C-Bo (Waco, 14 gennaio 1972), è un rapper statunitense.
Con il collega Yukmouth fa parte del duo Thug Lordz.

## Discografia
Album in studio
- 1993 – Gas Chamber
- 1995 – Tales from the Crypt
- 1997 – One Life 2 Live
- 1998 – Til My Casket Drops
- 1999 – The Final Chapter
- 2000 – Enemy of the State
- 2002 – Life as a Rider
- 2002 – Desert Eagle
- 2003 – The Mobfather
- 2006 – Money to Burn
- 2012 – Cali Connection
- 2012 – Orca
- 2015 – The Mobfather II
- 2017 – The Problem

EP
- 1994 – The Autopsy

Raccolte
- 1995 – The Best of C-Bo
- 2001 – C-Bo's Best Appearances '91-'99
- 2002 – West Coast Mafia
- 2003 – West Side Ryders
- 2004 – C-Bo's Lost Sessions
- 2005 – West Side Ryders II
- 2005 – Best of the Girth
- 2006 – The Greatest Hits
- 2007 – West Side Ryders III
- 2007 – West Coast Classics
- 2007 – C-Bo's Bulletproof
- 2008 – West Side Ryders IV: World Wide Mob
- 2011 – West Side Ryders V
- 2012 – C-Bo Trilogy
- 2014 – OG Chronicles
- 2018 – Mobfather: The John Gotti Pack

Mixtapes
- 2004 – Underground & Unreleased (con West Coast Mafia Gang)
- 2004 – West Coast Durty (con Lil' Flip)
- 2006 – The Money to Burn Mixtape
- 2009 – Cashville Takeover (con Cashville Records)
- 2010 – West Coast Mafia Music
- 2013 – I Am Gangsta Rap

Album collaborativi
- 2001 – Blocc Movement (con Brotha Lynch Hung)
- 2004 – Gang Affiliated (con West Coast Mafia Gang)
- 2004 – In Thugz We Trust (con Yukmouth come Thug Lordz)
- 2006 – 100 Racks In My Backpack (con San Quinn)
- 2006 – Trilogy (con Yukmouth come Thug Lordz)
- 2006 – The Moment of Truth (con Killa Tay)
- 2008 – Tradin' War Stories (con Omar "Big–O" Gooding)
- 2010 – Thug Money (con Yukmouth come Thug Lordz)